# Джаны-Турмуш (Кара-Сууский район)
Джаны-Турмуш (кирг. Жаңы-Турмуш) — село в Кара-Сууском районе Ошской области Кыргызстана. Входит в состав Катта-Талдыкского айылного аймака.

## География
Село расположено в северо-западной части области, на берегу канала Отуз-Адыр, на расстоянии приблизительно 16 километров (по прямой) к юго-востоку от города Кара-Суу, административного центра района. Абсолютная высота — 1007 метров над уровнем моря.

## Население
Согласно оценочным данным Национального статистического комитета Кыргызской Республики, численность населения села на начало 2023 года составляла 791 человек.
| год     | 2009 | 2014 | 2015 | 2020 | 2021 | 2023 |
| ------- | ---- | ---- | ---- | ---- | ---- | ---- |
| человек | 661  | 727  | 728  | 745  | 766  | 791  |